# Nitrazepam
Nitrazepamul este un medicament din clasa 1,4-benzodiazepinelor, fiind utilizat în tratamentul insomniilor. Calea de administrare disponibilă este cea orală.
Prezintă efecte anxiolitice, hipnotice și sedative, anticonvulsivante și miorelaxante.
Compusul a fost patentat în 1961 și aprobat pentru uz medical din 1965.

## Utilizări medicale

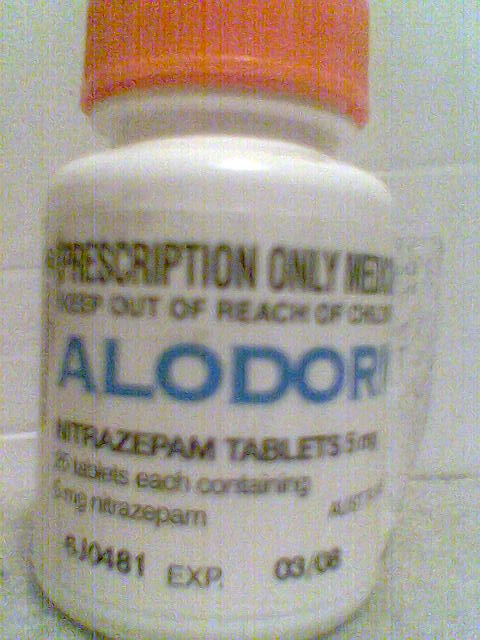
Recipient cu comprimate cu nitrazepam 5 mg.

Nitrazepamul este indicat în tratamentul de scurtă durată al tulburărilor de somn de etiologie variată (insomnii ocazionale, tranzitorii și cronice) care sunt severe sau invalidante. Mai este uneori indicat în tratamentul convulsiilor.

## Farmacologie
Ca toate benzodiazepinele, nitrazepamul acționează ca modulator alosteric pozitiv al receptorului de tip A pentru acidul gama-aminobutiric (R GABAA), reducând excitabilitatea neuronilor.